# Rhyacophila kelnerae
Rhyacophila kelnerae là một loài Trichoptera trong họ Rhyacophilidae. Chúng phân bố ở miền Cổ bắc.